# Chiasma opticum
Chiasma opticum  spojuje jako most oba zrakové nervy a je místem částečného křížení dráhy zrakových nervů. Je to bílá ploténka mající čtyřrohý tvar. Na předních rozích do něj vstupují oba oční nervy a na zadních rozích z něj opět vystupují v podobě optických traktů. Šířka chiasma opticum je přibližně 12-14 mm, výška 3-4 mm a předozadní vzdálenost je 8 mm. Měkká plena mozková tvoří obal chiasma opticum. Leží asi 10 mm nad hypofýzou, pod bází mozku humpal.
V okolí chiasmatu leží důležité struktury, které hrají roli při patologických procesech. Nad chiasmatem se nachází přední část třetí mozkové komory, pod ním pak hypofýza, která je umístěna v tureckém sedle. Z laterální strany jej obklopují obě vnitřní karotidy. Před chiasmatem je spojující tepna obou předních mozkových tepen. Za chiasmatem je infundibulum, což je součást hypofýzy, ležící na bázi mezimozku a představující nervové centrum. Asi 4 mm před dosažením chiasmatu mění oční nerv svoji stavbu. Septa jsou tvořena nikoli z měkké pleny mozkové, ale z neuroglie. Tím dochází k přeskupení vláken a je připraveno jejich křížení. Asi 60% vláken optiku se v chiasmatu kříží. Přičemž dochází ke křížení makulárních vláken stejným způsobem jako periferních. Počet makulárních vláken představuje asi třetinu všech vláken optiku humpála.

## Křížení nervových vláken
Nekřížící se vlákna, která pocházejí z temporálních polovin sítnice (nazální část zorného pole), probíhají na okrajích chiasmatu. Vykazují obloukovitý průběh a po přechodu do optického traktu opět zaujímají tutéž polohu, jakou měly v očním nervu. Vlákna z horních temporálních kvadrantů probíhají nahoře a dolních temporálních kvadrantů dole.
Křížící se vlákna z nazálních polovin sítnice (temporální polovina zorného pole) pronikají skrz chiasma jako široce rozvětvený svazeček a dosahují do protilehlého optického traktu. Vlákna z dolního nazálního kvadrantu sítnice probíhající při předním okraji chiasmatu, opisují přední kličku, při vstupu druhostranného očního nervu, aby pak dosáhla druhostranný optický trakt. Vlákna z horního nazálního kvadrantu sítnice táhnou směrem ke stejnostrannému optickému traktu a opisují zadní kličku a vstupují podél zadního okraje chiasmatu do druhostranného traktu.
Vlákna jdoucí z makuly (žlutá skvrna) se těsně před dosažením chiasmatu rozdělují na dva svazečky. Dolní svazeček vláken jde přímo a horní svazeček vláken se kříží. Toto zkřížení se odehrává v zadní části chiasmatu. V traktu pak probíhají makulární vlákna opět v centru. Vlákna pupilomotorického reflexu mají stejný průběh jako vlákna makulární a existují zde rovněž přímá a křížící se vlákna.

## Krevní zásobení
Krevní zásobení je obstaráváno vnitřní karotidou, která zde opouští sinus cavernosus a vysilá své konečné větve. V měkké pleně mozkové, která obklopuje chiasma, je hustá kapilární sít. Zásobují ji mozkové tepny a tepny jdoucí k hypofýze. Venózní krev je pak odváděna do přední mozkové vény.

## Patologie chiasma opticum
Útlak chiasma optikum (např. nádorem hypofýzy) vede k charakteristickým výpadkům zorného pole, které vyplývají ze specifického křížení vláken obou zrakových nervů. Tyto výpadky se nazývají hemianopsie. Pokud jsou výpadky jednostranné jedná se o homonymní hemianopsie. U oboustranného výpadku zorného pole jde o bitemporální nebo binazální hemianopsii.

### Hypofyzarní tumory
Hypofyzární tumory se projevují změnami v zorném poli asi v 90%. skiagrafické změny tureckého sedla jsou v 80%, hypofyzární dysfunkce se projeví u 60% nemocných a obrny okohybných nervů přicházejí u necelých 10% nemocných. Z tohoto je patrné, že oftalmologické výšetření, zejména pak podrobné vyšetření zorného pole, má základní diagnostický význam. Zpravidla prokáže více či méně vyjádřenou bitemporální hemianopsii. Pokud komprese netrvá příliš dlouho, lze docílit chirurgickým zákrokem ke zlepšení vidění.

### Kraniofaryngeomy
Kraniofaryngeomy jsou tumory vycházející z Ratketovy výchlipky. Vedou zejména k bitemporální hemianopsii, dále také hormonální dysfunkci a psychickým změnám.

### Suprasellarní meningeom
Při suprasellarních meningeomech je chiasma, případně zraková dráha, postižena velmi časně a velmi asymetricky. Další progrese bývá pomalá.

### Aneurysma
Tlak na chiasma může také být způsoben aneurysmem. Při tomto postižení bývá hemianopsie asymetrická a dochází také k postižení okohybných nervů.